# Mémorial des socialistes
Le Mémorial des socialistes (en allemand : Gedenkstätte der Sozialisten) est un site funéraire et commémoratif situé dans le Cimetière central de Berlin-Friedrichsfelde à Berlin en Allemagne.
Aussi appelé le cimetière des socialistes (Sozialistenfriedhof), il est inauguré en 1951, et est avec le cimetière adjacent de Pergolenweg un cimetière d'honneur à l'époque de la République démocratique allemande pour ceux qui ont servi de façon exceptionnelle l'idéal socialiste. Il perpétue la tradition du cimetière de Friedrichsfelde comme lieu de sépulture du mouvement ouvrier depuis la fin du XIXe siècle.

## Histoire du Mémorial et de ses prédécesseurs

### Cimetière des socialistes

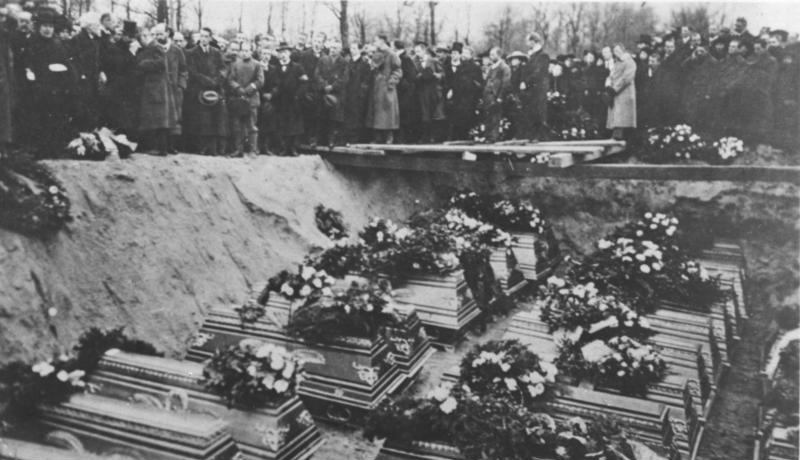
Enterrement des révolutionnaires spartakistes.

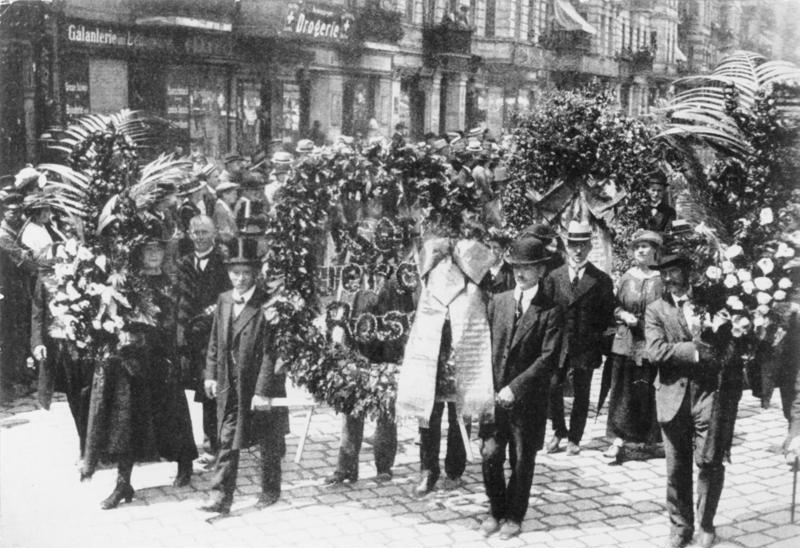
Cortège funèbre de Rosa Luxemburg.

Quand le cimetière central de Friedrichsfelde ouvre en 1881, l'enterrement des pauvres y est possible pour la première fois car la ville de Berlin prend en charge les frais d'inhumation. En août 1900, le fondateur du SPD, Wilhelm Liebknecht, y est enterré : lors des funérailles, environ 150 000 personnes forment un cortège funèbre qui va de Charlottenburg à Friedrichsfelde. Ensuite, Paul Singer (de), Ignaz Auer (de), Emma Ihrer et d'autres sociaux-démocrates y ont été enterrés, donnant naissant au nom de cimetière socialiste. Le lieu de sépulture installé directement à l'entrée principale, se trouve sur une colline que les sympathisants de gauche appellent familièrement Feldherrnhügel.
Le magistrat berlinois n'autorise pas l'enterrement des 33 victimes du soulèvement spartakiste (du 5 au 12 janvier 1919), dont le fondateur du KPD Karl Liebknecht, dans le cimetière Friedhof der Märzgefallenen (de) du parc public Friedrichshain. Le 25 janvier 1919, après une manifestation de masse des Berlinois du centre-ville et un grand rassemblement au cimetière central de Friedrichsfelde, les morts sont enterrés dans une fosse commune. Quelques jours plus tard, d'autres révolutionnaires identifiés y sont aussi inhumés, dont Leo Jogiches, un ami de Rosa Luxemburg, qui a également été tuée et dont le corps n'a pas été retrouvé dans un premier temps. Le 31 mai 1919, on repêche le corps d'une femme dans le canal de Landwehr : identifié comme celui de Rosa Luexemburg, il est inhumé le 12 juin 1919 dans la fosse des morts de la révolte spartakiste. Les ouvriers berlinois suivent en grand nombre le cortège funèbre à travers les quartiers est de Berlin.

### Monument à la révolution, 1926

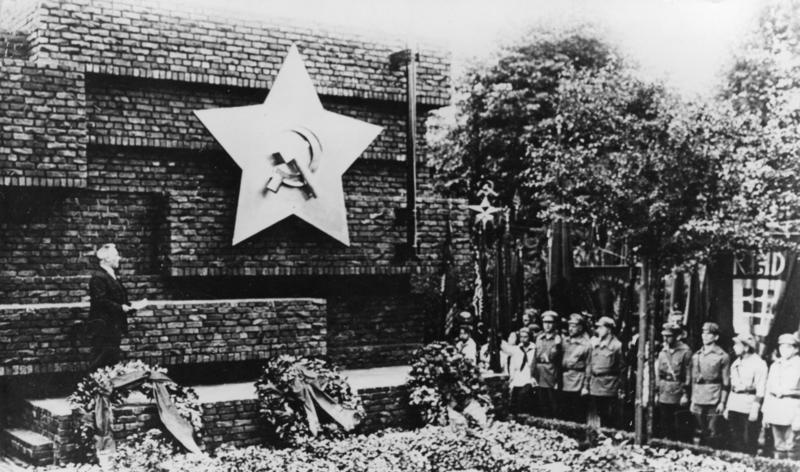
Inauguration du monument de 1926 par Wilhelm Pieck, sur des plans de Mies van der Rohe.

En mémoire des dirigeants du parti communiste tués en 1919, ainsi que des victimes des troubles au Reichstag de 1920 et d'autres révolutionnaires du mouvement ouvrier, un monument révolutionnaire est projeté au cimetière central de Friedrichsfelde. Le projet est mené par un comité commémoratif formé à l'initiative de Wilhelm Pieck. La première pierre est posée le 15 juin 1924. Ludwig Mies van der Rohe conçoit le mémorial pour Karl Liebknecht et Rosa Luxemburg, auquel le sculpteur Herbert Garbe contribue lors de la conception et de la construction.
Des ouvriers érigent le mémorial au printemps 1926, il est inauguré le 13 juin 1926 - toujours inachevé, car l'argent collecté est insuffisant. Dans les semaines qui suivent, le simple bâtiment en briques est achevé et inauguré officiellement le 11 juillet 1926. Les communistes Ernst Meyer, Paul Schwenk et Paul Scholze ainsi que le membre de la Fédération socialiste Georg Ledebour prononcent des discours devant les participants. Jusqu'en 1933, des défilés et des commémorations annuelles en l'honneur de Lénine, Liebknecht et Luxembourg (appelées « semaines LLL ») ont lieu près du monument. En février 1933, les nationaux-socialistes commencent à détruire le mémorial en abattant l'étoile à cinq branches et le mât du drapeau. Au début de 1935, le bâtiment est détruit et le sol nivelé.
Après la Seconde Guerre mondiale, le monument n'est pas restauré. Cependant, la tradition des marches et rassemblements commémoratifs est relancée, pour laquelle une réplique provisoire du bâtiment van der Rohe est érigée en 1946.
Plusieurs tentatives ont eu lieu de reconstruire le mémorial détruit mais ont échoué par manque d'argent. En 1982, une plaque est posée sur l'emplacement d'origine ; cette plaque est sur la liste des monuments reconnus par la ville de Berlin.
Chaque année depuis l'assassinat de Liebknecht et Luxembourg, la Journée du souvenir des socialistes (Gedenktag der Sozialisten) a lieu le deuxième dimanche de janvier : on y dépose des couronnes, et surtout des œillets rouges, sur les tombes des socialistes. Du temps de la République démocratique allemande, la journée donnait lieu à une manifestation d'ampleur organisée par le gouvernement de la RDA.

### Monument de 1951

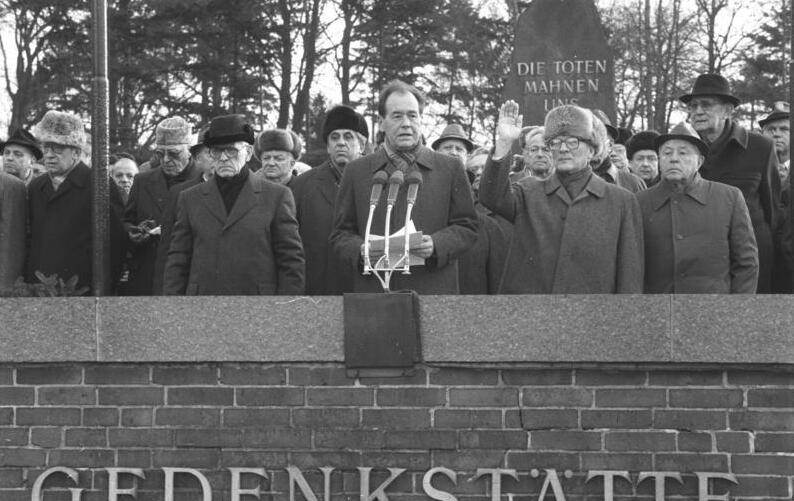
Commémoration du de l'assassinat de Karl Liebknecht et Rosa Luxemburg au cimetière central, 15 janvier 1989. De gauche à droite, les principaux dirigeants de la RDA d'alors : Willi Stoph, Egon Krenz, Joachim Hermann, Erich Honecker et Erich Mielke.

Au lieu de reconstruire le monument révolutionnaire détruit, la mairie de Berlin-Est organise un concours d'idées en 1947 pour une refonte de l'installation. Le premier prix a été décerné à un groupe de travail composé du jardinier Walter Rossow, de l'architecte Ludwig et du sculpteur Gustav Seitz. Le 26 mai 1948, le maire décide de construire un mémorial pour les « Grands socialistes ». En septembre 1949, on décide d'un mémorial commun pour les sociaux-démocrates et les communistes dans la partie avant du cimetière central de Friedrichsfelde. L'installation est construite selon les plans des architectes Hans Mucke et Richard Jenner et de l'architecte de jardin Reinhold Lingner. Pour faire place au chantier, le mausolée de la famille de banquiers von Bleichröder, d'origine juive, est rasé. Les travaux de réaménagement comprenant le déplacement des cercueils ont lieu à partir de 1950 sous la direction du conseiller municipal Arnold Munter. Pendant les travaux de construction, d'anciennes dalles funéraires, des pierres tombales et des stèles d'éminents sociaux-démocrates et communistes de l'époque de la monarchie et de la République de Weimar sont déplacées vers le nouveau mémorial. Toujours en 1950, le Politburo du SED décide d'y enterrer d'autres personnalités du mouvement ouvrier, sous la forme d'urnes enterrées soit dans le mur d'enceinte du mémorial, soit dans le complexe funéraire adjacent de Pergolenweg.
Le 14 janvier 1951, en présence de personnalités politiques de la RDA (Wilhelm Pieck, Friedrich Ebert junior et Erich Honecker), la nouvelle installation est inaugurée sous sa forme actuelle sous le nom de « Mémorial des socialistes ». Jusqu'à la disparition de la RDA, le mémorial et le Pergolenweg servent de cimetière d'honneur de la RDA. Le Politburo du SED s'est réservé le droit de décider qui devrait y recevoir une tombe d'honneur. La sélection des personnalités qui y reposent reflète donc particulièrement l'histoire de la RDA.

### Après la disparition de la RDA
Depuis la réunification allemande en 1990, aucune nouvelle tombe n'a été attribuée au Mémorial des socialistes. Cependant, les urnes des proches parents des personnes enterrées avant 1989 peuvent encore être placées dans le complexe funéraire de Pergolenweg.
Les manifestations Liebknecht-Luxembourg organisées chaque année au mémorial à l'époque de la RDA se sont poursuivies depuis 1990 à l'initiative de divers groupes, partis et militants de gauche.
En 2005, le quartier de Lichtenberg était sur le point de fermer le mémorial. En raison du chauffage à air chaud souterrain, les grandes dalles de pierre avaient bougé. Un groupe de soutien pour le site commémoratif du mouvement ouvrier allemand à Berlin-Friedrichsfelde, fondé en 2000, a rassemblé l'argent nécessaire à la rénovation et a équipé le site de panneaux d'information.

#### Pierre commémorative en hommage aux victimes du stalinisme

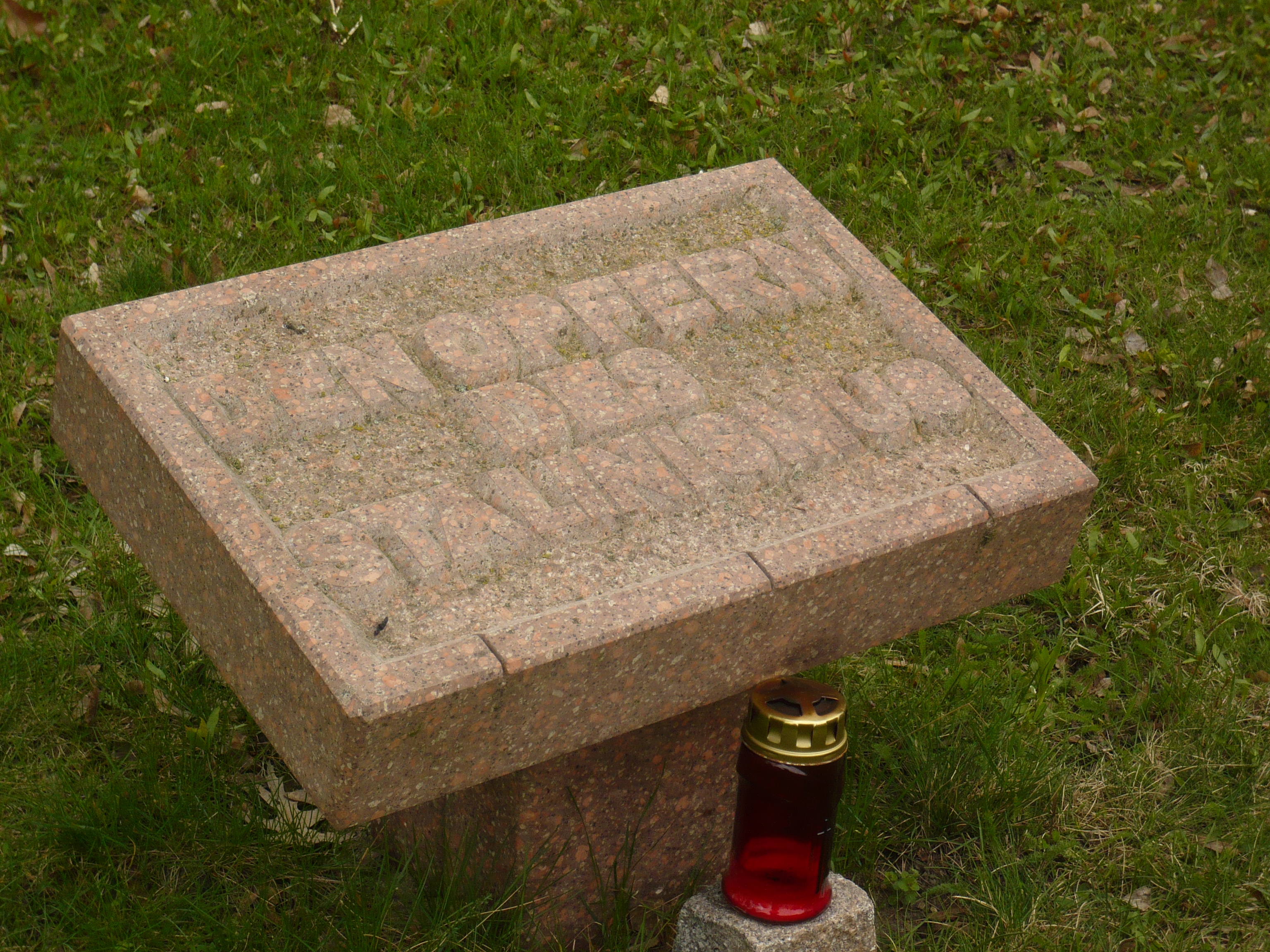
Pierre commémorative en mémoire des victimes du stalinisme.

Le 11 décembre 2006, à côté du « Mémorial des socialistes », est érigée une pierre commémorative portant l'inscription « Aux victimes du stalinisme ». La pierre a été inaugurée par le président de la Chambre des représentants de Berlin, Walter Momper, et la maire du district PDS de Berlin-Lichtenberg Christina Emmrich. Momper a décrit la pierre comme un ajout nécessaire, qui n'est en aucun cas une contrepartie de l'autre mémorial. Il a ajouté que la pierre « ne connaît ni restrictions ni exclusions » : « L'inscription « Aux victimes du stalinisme » inclut toutes les victimes. Et c'est ainsi que cela devrait être. Parce que vous ne pouvez pas vous souvenir de groupes individuels de victimes et en laisser d'autres de côté. » Christina Emmrich a lié la pierre à l'histoire de son parti, le PDS, en particulier à la rupture avec le « stalinisme en tant que système » du SED-PDS fin 1989. [13] La pierre commémorative fut particulièrement controversée pour diverses raisons, au sein du groupe communiste du PDS, qui, en tant que plus grande faction du conseil de district de Lichtenberg, était responsable de son installation. La pierre a été financée et érigée par le « Site commémoratif du groupe de soutien du mouvement ouvrier allemand ». Lors des manifestations, la pierre est souvent l'objet de dégradations et profanations.